# Jana Beňová
Jana Beňová, née le 24 novembre 1974 à Bratislava, est une femme de lettres slovaque, poète et romancière.

## Biographie
Après une scolarité secondaire au lycée Ladislav Novomeský de Bratislava (sk), Jana Beňová a fait ses études à l'École supérieure des arts de la scène de Bratislava, où elle obtient son diplôme de dramaturgie en 1998.
Après avoir écrit pour des publications telles que Dotyky (sk), Fragment et Slovenské Pohľady (sk) elle entre au quotidien SME, sous le nom de plume de Jana Parkrová. Elle est ensuite éditrice à l'Institut du théâtre à Bratislava (Divadelný ústav Bratislava) avant de vivre de sa plume.
En 2016, elle séjourne en France lors d'une résidence d'écriture à la Résidence Jean-Monnet, à Cognac, où elle travaille à son cinquième roman. 

## Œuvres
Son premier recueil de poèmes Svetloplachý est sorti en 1993, suivie par les recueils Lonochod et Nehota. Elle a écrit un roman intitulé Parker (1999), et un recueil de nouvelles, Dvanásť poviedok a Ján Med (2003).
En 2008, elle publie Plan odprevádzania, sous-titré Café Hyena, qui a remporté le Prix européen de littérature pour la Slovaquie en 2012.
Elle est présente dans Päť x päť Antológia súčasnej slovenskej prózy (Anthologie de la prose slovaque contemporaine) (2011)
Elle sort en 2012 un autre roman intitulé Preč! Preč!.